# Alina Iahoupova

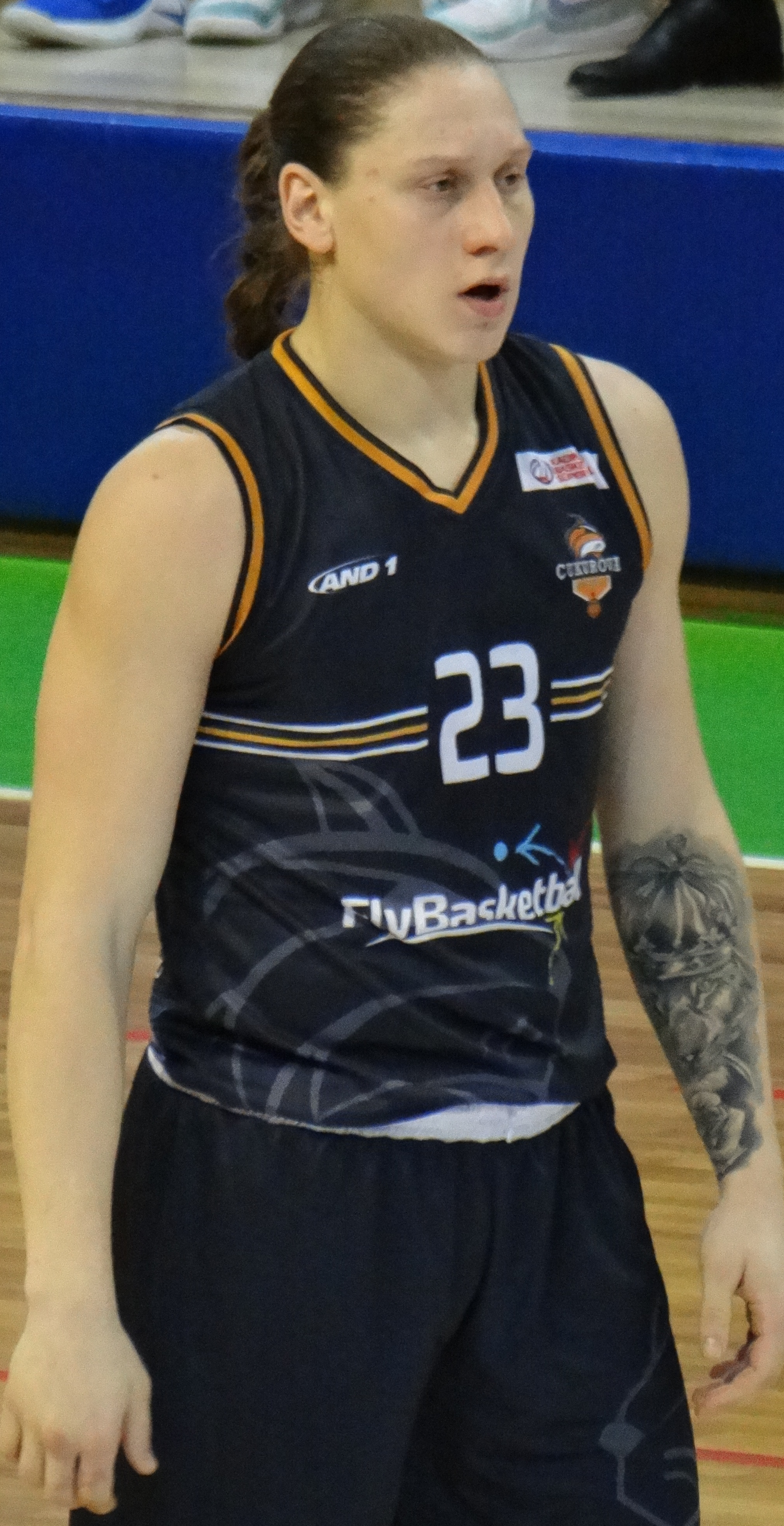

Alina Oleksandrivna Iahoupova (ukrainien : Аліна Олександрівна Ягупова) est une joueuse ukrainienne de basket-ball née le 9 février 1992 à Dnipropetrovsk (Ukraine).

## Biographie
Elle est choisie au 3e tour de la draft WNBA 2013 au troisième tour par les Sparks de Los Angeles, mais ce choix est annulé, la joueuse ayant dépassé l'âge limite de la draft . 
Elle est meilleure marqueuse de l'Euro 2015 (29,3 points et 6 rebonds en moyenne par match, même si l'Ukraine ne remporte qu'une rencontre sur quatre. Joueuse très puissante et polyvalente, elle évolue aux Castors de Braine fin 2015 (16,7 points et 3 rebonds de moyenne en trois matchs d'EuroLeague), avant de quitter le club pour des problèmes d'adaptation, ne parlant pas le français et très peu l'anglais. Elle reprend la saison au Kazakhstan à Okjetpes Kökşetaw, là où sa compatriote Lioudmyla Naoumenko (1,88m, 23 ans) a repris la compétition après une rupture des ligaments croisés. Elles remportent le titre national avec 49 points et 9 rebonds lors du match décisif de la série finale après avoir cumulé 31,6 points, 6,4 rebonds et 4,1 passes décisives en moyenne durant la saison. En juillet 2016, elle s'engage avec sa compatriote Lioudmyla Naoumenko à Villeneuve-d'Ascq. Elle réussit notamment une partie exceptionnelle en Euroligue avec 37 points (15/23 aux tirs) et 2 passes décisives pour une victoire de son équipe 75 à 55 en Euroligue contre CCC Polkowice.
En 2017, elle remporte avec Villeneuve-d'Ascq  son premier titre de championne de France face à Lattes Montpellier. Elle est une principales forces de l'équipe avec 13,9 points, 2,4 rebonds et 3,1 passes décisives en Euroligue et 15,1 points, 4,3 rebonds et 2,7 passes décisives en championnat. En juin elle dispute l'Euro 2017 avec l'Ukraine pour 21,3 points, 5,5 rebonds et 5,5 passes décisives en moyenne par match, puis elle s'engage pour 2017-2018 avec le club turc de Çukurova BK Mersin (ex-Girne Universitesi), 11e du championnat 2017.

## Clubs
- 2008-2011 :  DVUFK Dnipropetrovsk
- 2011-Nov. 2012 :  Regina-Basket Bar
- Nov. 2012-2014 :  Elizabeth-Basket Kirovograd
- 2014-2015 :  Astana Tigers
- Sept.-Déc. 2015  : Castors de Braine
- Déc. 2015-2016 :  Okjetpes Kökşetaw[6]
- 2016-2017 :  Entente sportive Basket de Villeneuve-d'Ascq - Lille Métropole
- 2017-2019 :  Çukurova BK Mersin
- 2019-2020 :  Fenerbahçe İstanbul
- 2020-déc. 2020 :  Çukurova BK Mersin
- jan. 2021-2023 :  Fenerbahçe İstanbul
- 2023-2023 :  Çukurova BK Mersin
- 2024-… :  Valence BC

## Palmarès
- Championne d’Ukraine en 2010 et 2014[6]
- Championne du Kazakhstan en 2015 et 2016
- Championne de France 2017[4].

## Distinctions personnelles
- Meilleure joueuse des finales du championnat du Kazakhstan en 2015 et 2016
- Meilleure joueuse du championnat du Kazakhstan en 2015 et 2016[6]
- Meilleure joueuse de l'Euroligue : 2020[7], 2021